# A. Miller
A. Miller (fl. XIX-XX secolo) è stato un calciatore britannico, di ruolo attaccante.

## Carriera
Calciatore britannico di cui è ignoto il nome completo, militò nel Genoa nella stagione 1911-1912, ottenendo il terzo posto della classifica finale del Torneo Maggiore. Fu il capocannoniere stagionale del Grifone con sette reti.
Nell'incontro Genoa-Juventus del 17 dicembre 1911 fu espulso per una rissa con lo juventino Mario Nevi, a cui seguì il 27 dello stesso mese la squalifica per sei giornate di campionato.